# Garuga floribunda
Garuga floribunda là một loài thực vật có hoa trong họ Burseraceae. Loài này được Decne. mô tả khoa học đầu tiên năm 1834.